# Ryszard Wojtyłło
Ryszard Wojtyłło (ur. 2 kwietnia 1936 we Lwowie, zm. 30 grudnia 2022 w Hamburgu) – polski aktor, tekściarz i scenarzysta.

## Życiorys
Urodził się we Lwowie 2 kwietnia 1936 r. Pod koniec lat 50. XX w. studiował geologię we Wrocławiu, a następnie do 1967 roku kształcił się aktorsko. W 1957 r. przystąpił do nowego studenckiego projektu teatralnego Kalambur, założonego przez Bogusława Litwińca i Eugeniusza Michaluka. W maju 1958 r. Studencki Teatr Kalambur za widowisko Konfiskata gwiazd został nagrodzony na IV Przeglądzie Teatrów Satyrycznych w Gliwicach. Wojtyłło w Teatrze Kalambur występował 10 lat, grając główne role. Po jego kompozycje sięgali wykonawcy śpiewający w konkursach i na festiwalach. Współpracował z zespołami beatowymi Elarem, Pakt oraz Romuald i Roman, w którym był kierownikiem literackim. Wystąpił w kilkudziesięciu filmach polskich, niemieckich i serialach. Był aktorem Teatru Komedii i Estrady w WPIA Hala Ludowa, w którym występował w latach 1970–1978 na Scenie Małych Form i w Kabarecie na Rogu w kawiarni Monopol. 
W 1983 r. wyemigrował do Niemiec z żoną Aleksandrą i córką Moniką, osiedliwszy się w Hamburgu, gdzie nadal pisał teksty, piosenki dla dzieci, scenariusze, sztuki, realizował widowiska plenerowe i zakładał kabarety. W 1984 r. dołączył do zespołu Teatru Scena Polska, założonego przez reżysera Aleksandra Berlina. Wymyślił i organizował z żoną majówki w Hamburgu. W latach 1990–1994 zagrał w 36 odcinkach serialu telewizyjnego Lindenstrasse. Przetłumaczył z języka niemieckiego musical Pewien mały dzień, wystawiony w 2008 r. w Teatrze Muzycznym Capitol we Wrocławiu.
Zmarł w Hamburgu 30 grudnia 2022 r. i został pochowany 5 maja 2023 r. na Cmentarzu Grabiszyńskim we Wrocławiu.
Wybrana filmografia:
- 1959: Zobaczymy się w niedzielę jako szeregowy Piotr Sawicki
- 1990-1994: Lindenstrasse  jako Jarosław Winicki, ojciec Urszuli
- 2000-2004: Die Rettungsflieger jako Konstantin

Wybrane role:
- 1962: Herakles jako Pieśniarz i niewolnik[4]
- 1965: Szewcy jako Prokurator Scurvy[4]
- 1967: Dobrodziej złodziei jako Baltazar Holodrigo[4]